# Łytwiaky
Łytwiaky (ukr. Литвяки) – wieś na Ukrainie, w obwodzie połtawskim, w rejonie łubieńskim, w hromadzie Łubny. W 2001 liczyła 822 mieszkańców, wśród których 812 wskazało jako ojczysty język ukraiński, 9 rosyjski, a 1 mołdawski.